# Запорізьке кладовище
Запорізьке кладовище — кладовище, розташоване у Шевченківському районі на околиці Дніпра. Головне кладовище міста. Знаходиться за адресою: Дніпро, Запорізьке шосе, 55А.

## Історія
Запорізьке кладовище було засновано після закриття кладовища «На Розвилці» 1957 року. Нині кладовище юридично закрито для поховань, винятки робляться для осіб, які мають особливі заслуги перед Дніпром. Однак іноді винятки робляться і для простих мешканців міста.
Відомих людей переважно ховають на початку кладовища. Далі йдуть старіші та менш відомі поховання. Тут поховані почесні громадяни Дніпра, Герої Радянського Союзу, видатні вчені та спортсмени.